# Epictia amazonica
Epictia amazonica — вид змій родини струнких сліпунів (Leptotyphlopidae). Мешкає в Південній Америці.

## Поширення і екологія
Epictia amazonica мешкають на сході Колумбії, у Венесуелі (Амасонас, Болівар), в Гаяні і Французькій Гвіані. Вони живуть у вологих тропічних лісах. Відкладають яйця.